# Wilhelm Jergas
Wilhelm Jergas (ur. 1896, zm. ?) – zbrodniarz hitlerowski, oficer raportowy w podobozie KL Dachau – Mühldorf i SS-Hauptscharführer.
Członek SS od 19 kwietnia 1940. Wysoki rangą członek załogi KL Mühldorf od 5 grudnia 1944 do 2 maja 1945. Jergas sprawował funkcję dowódcy kompanii wartowniczej w obozie głównym oraz był Rapportführerem (oficerem raportowym, odpowiedzialnym za apele więźniów). Znęcał się nad więźniami, często katując ich biczem czy łopatą do nieprzytomności, a nieraz powodując nawet ich śmierć.
Wilhelm Jergas został osądzony w procesie załogi Mühldorf przez amerykański Trybunał Wojskowy w Dachau. Skazany został na karę śmierci przez powieszenie, ale wyrok zamieniono w akcie łaski na dożywocie. Więzienie w Landsbergu opuścił 13 kwietnia 1955.